# Santa Cruz (Lagoa)
Santa Cruz é uma freguesia portuguesa do município da Lagoa,  com 14,26 km² de área e 3528 habitantes (censo de 2021). A sua densidade populacional é 247,4 hab./km².

## Demografia
A população registada nos censos foi:
| Distribuição da População por Grupos Etários | Distribuição da População por Grupos Etários | Distribuição da População por Grupos Etários | Distribuição da População por Grupos Etários | Distribuição da População por Grupos Etários |
| -------------------------------------------- | -------------------------------------------- | -------------------------------------------- | -------------------------------------------- | -------------------------------------------- |
| Ano                                          | 0-14 Anos                                    | 15-24 Anos                                   | 25-64 Anos                                   | > 65 Anos                                    |
| 2001                                         | 921                                          | 696                                          | 1606                                         | 278                                          |
| 2011                                         | 809                                          | 574                                          | 1951                                         | 337                                          |
| 2021                                         | 573                                          | 517                                          | 2021                                         | 417                                          |